# سنگفرش بیابانی

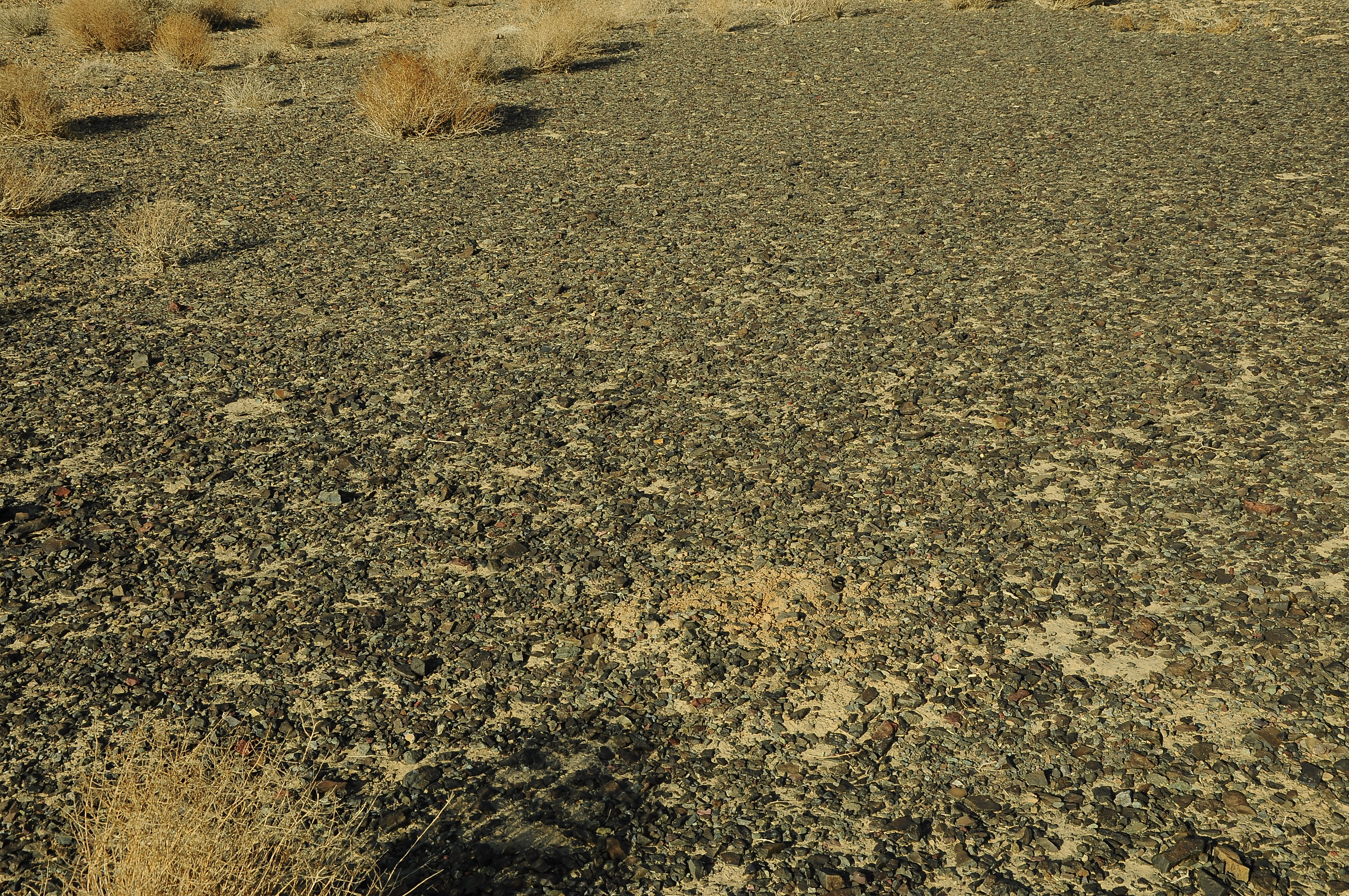
سنگفرش با تکامل بسیار خوب: لایهٔ کیسه ای به ضخامت ۸ س. م، لایهٔ B دارای ضخامت ۳۰ س. م، جلای بیابانی به خوبی شکل گرفته‌است.

سنگفرش بیابانی (به انگلیسی: Desert Pavement) یک سطح با پوشش سنگی است که تکه‌های سنگ در آن به شکل ظریف در کنار یکدیگر و روی خاک ریزدانه جای گرفته‌اند. سنگفرش بر اثر انباشت گرد و بار در زیر تکه سنگ‌های سطح رسوبات آبرفتی ایجاد می‌شود. سنگفرش بیابانی یک ناحیه موزائیک مانند، نسبتاً هموار در یک ناحیه بیابانی، مرکب از ماسه‌هایی که بعد از نقل مکان مواد ریزتر به‌طور نزدیکی پهلوی یکدیگر جا می‌گیرند.

## شکل‌گیری سنگفرش بیابانی
پنج نظریه اصلی برای تشکیل سنگفرش‌های بیابانی وجود دارد:

### بادبردگیو آب بردگی (فرسایش خاک)
این دیدگاه تا پیش از اینکه فادن دیدگاه خود را بیان کند، گسترش زیادی داشت. بر طبق این نظریه؛ سنگفرش‌ها در اثر برداشت مواد ریزدانه و به جا ماندن تکه سنگ‌ها در سطح ایجاد می‌شود. این فرایند به‌طور گسترده‌ای تا پیش از دهه هشتم قرن بیستم توسط پژوهشگران ذکر شده‌است. پژوهشگرانی که این نظریه را پذیرفته‌اند، از ارتباط سنگفرش‌ها با لایهٔ نرم زیرین آگاه نبوده‌اند. همچنین، به این نکته بسیار مهم توجه نکرده‌اند که در یک محیط طبیعی هم فرسایش و هم رسوب رخ می‌دهد و باید برآمد فرسایش و رسوب را در نظر گرفت. برآمد میزان فرسایش و رسوب میزان انباشت است. انباشت، میزان رسوبی است که با گذر زمان در یک جا انباشته می‌شود (فرسایش-رسوب= انباشت). نمونه ای از تعریف‌هایی که فرسایش را عامل ایجادکننده سنگفرش بیابانی می‌داند در زیر بیان می‌شود:

### کوچ به سمت بالای تکه سنگها
پس از نظریه انباشت گرد و غبار، مناسب‌ترین نظریه است.

### انباشت رسوبات بادی در زیر سنگ‌ها
پژوهش‌های انجام شده در جنوب غرب آمریکا نشان می‌دهد که سنگفرش‌ها یک پدیده رسوبی می‌باشند تا یک پدیدهٔ فرسایشی. بر اساس این پژوهش؛ مواد ریزدانه را باد از محیط اطراف آورده و در زیر پوشش سنگی انباشته می‌کند. با انباشت بیشتر مواد ریزدانه در طی زمان؛ پوشش سنگی بالا می‌آید و سنگفرش تکامل می‌یابد. تاکنون، دیدگاه فادن کاملترین دیدگاه می‌باشد به گونه ای که پژوهشگران زیادی از این دیدگاه استفاده کرده‌اند.

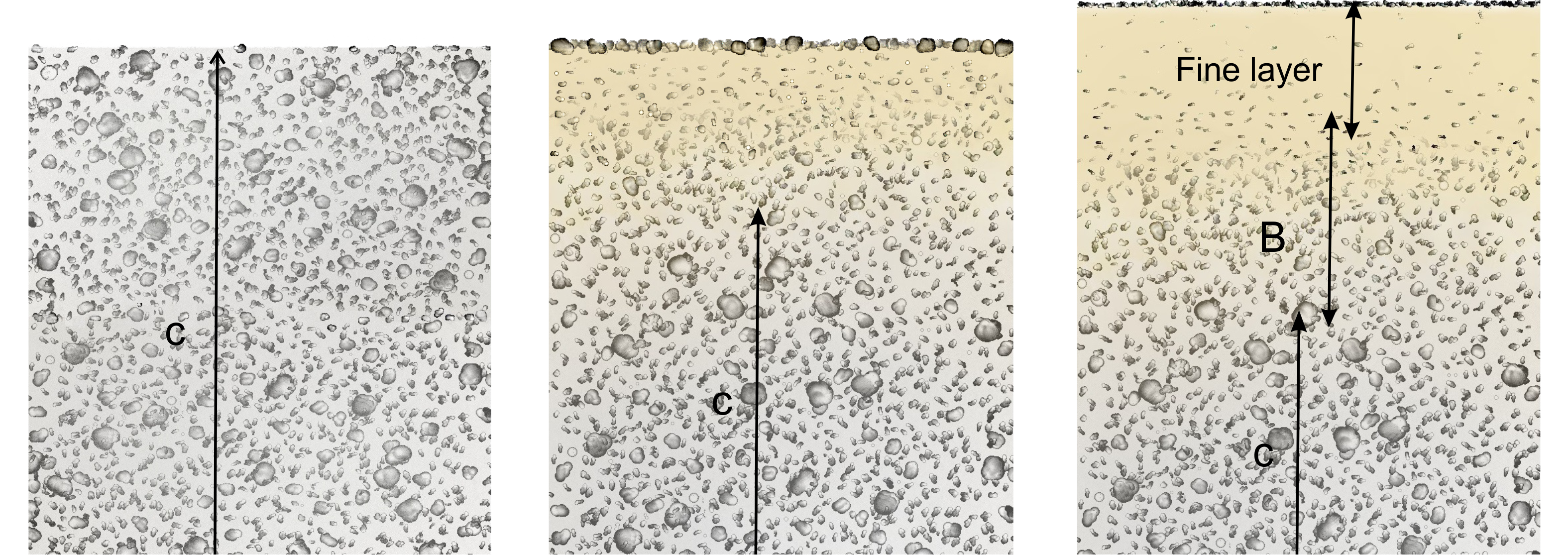
تکامل سنگفرش بیابانی

## نگارخانه

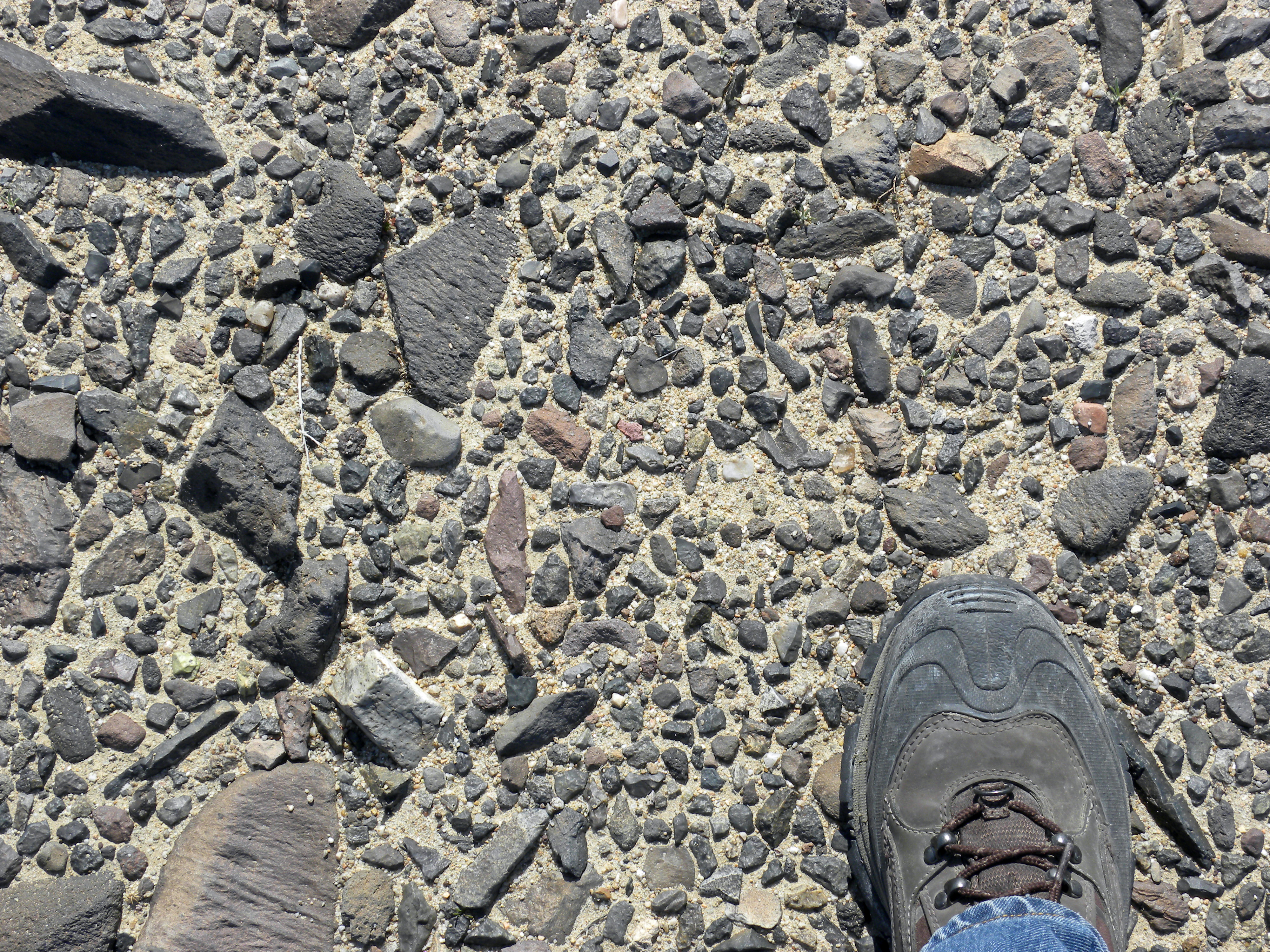
سنگفرش بیابانی در بیابان موهاوی
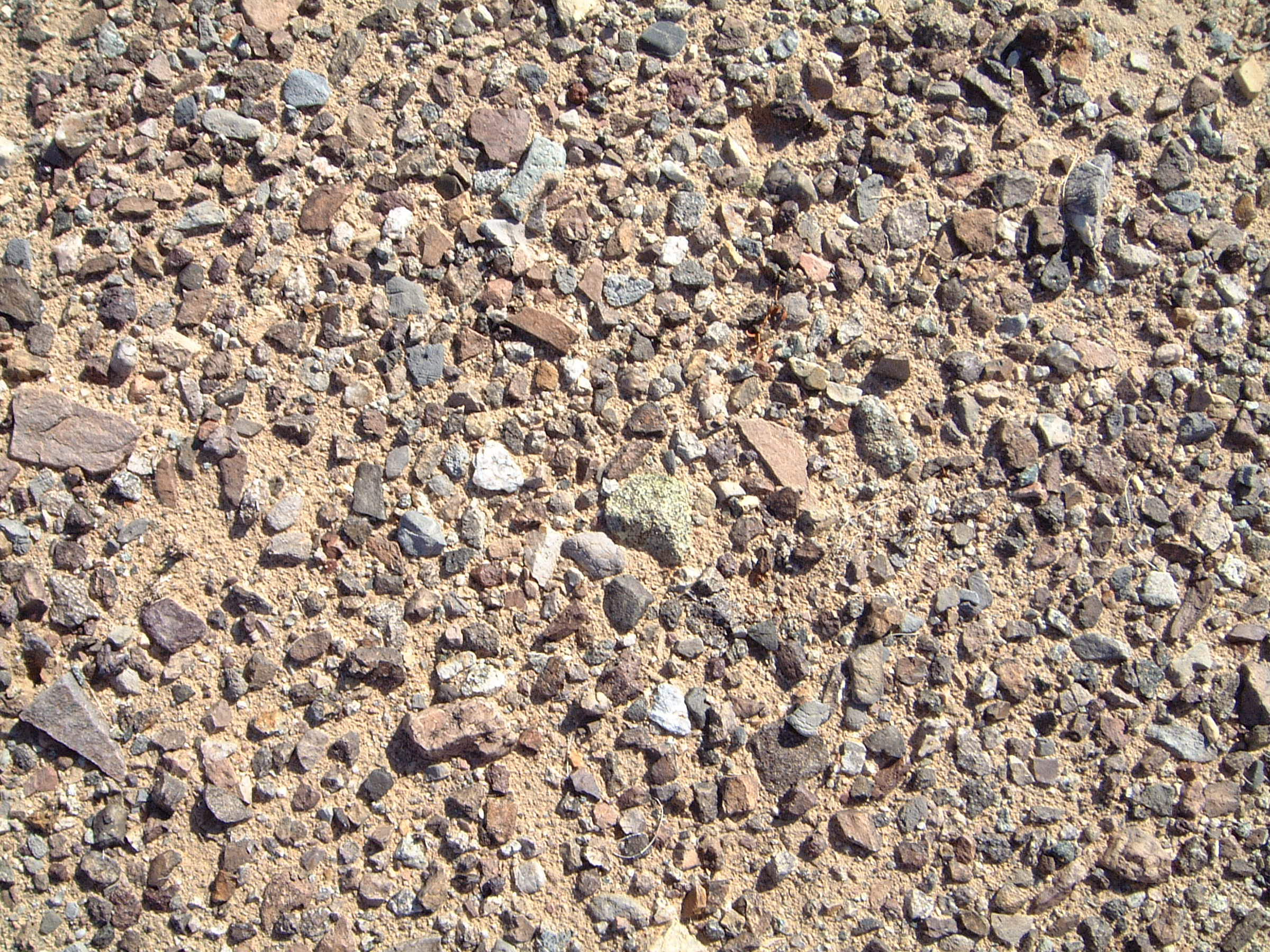